# Großer Preis der USA 1972
Der Große Preis der USA 1972 (offiziell XV United States Grand Prix) fand am 8. Oktober auf dem Watkins Glen Grand Prix Race Cours und Watkins Glen statt und war das zwölfte und letzte Rennen der Automobil-Weltmeisterschaft 1972.

## Berichte

### Hintergrund
Für das Saisonfinale wurden insgesamt 31 Fahrzeuge gemeldet. Viele Teams traten mit drei oder vier Wagen an. So wurde bei Lotus neben Emerson Fittipaldi und Dave Walker erneut Reine Wisell verpflichtet, der schon beim vorangegangenen Großen Preis von Kanada für das Team an den Start gegangen war. Tyrrell setzte wie schon beim Großen Preis von Frankreich einen dritten Wagen für Patrick Depailler ein. McLaren ermöglichte Jody Scheckter sein Formel-1-Debüt am Steuer des bisherigen Ersatzwagens der beiden Stammfahrer.
Surtees trainierte mit vier Fahrern, wobei John Surtees zugunsten von Tim Schenken auf die Teilnahme am Rennen verzichtete. Er beendete damit endgültig seine Karriere als Formel-1-Fahrer und konzentrierte sich fortan ganz auf seine Tätigkeit als Konstrukteur und Teamchef. Ein weiterer Surtees-Rennwagen wurde an den Gaststarter Sam Posey vermietet, der diesen privat einsetzte. B.R.M. brachte ebenfalls wieder vier Wagen an den Start, wobei der vierte diesmal von Brian Redman pilotiert wurde, der zuvor in der Saison gelegentlich bei McLaren als Ersatzfahrer zum Einsatz gekommen war.

### Training
Der Weltmeister des Vorjahres, Jackie Stewart, sicherte sich die Pole-Position vor den beiden McLaren-Stammpiloten Peter Revson und Denis Hulme. Dahinter qualifizierten sich François Cevert und Carlos Reutemann vor Clay Regazzoni, Chris Amon und Debütant Scheckter.

### Rennen

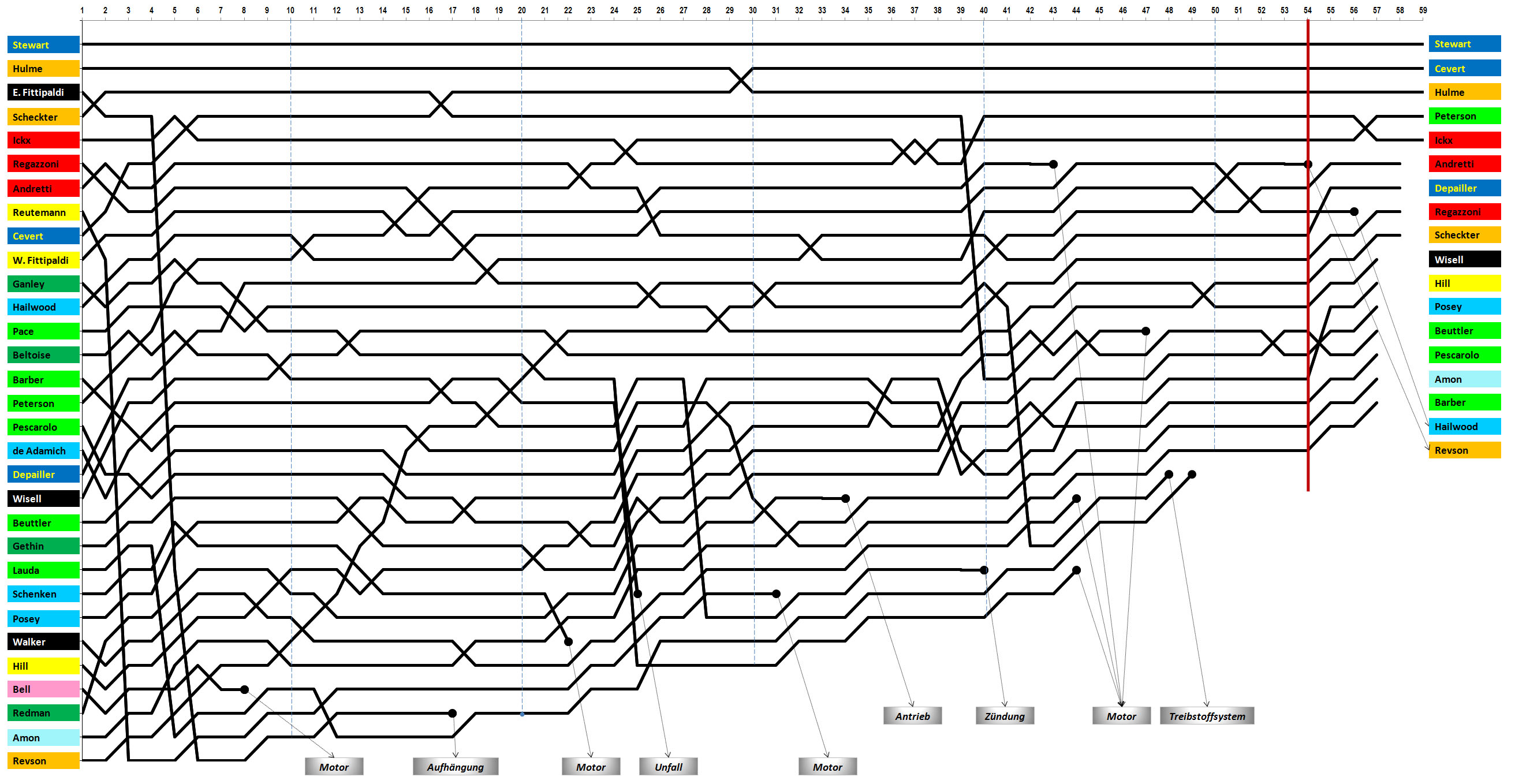
Rennverlauf

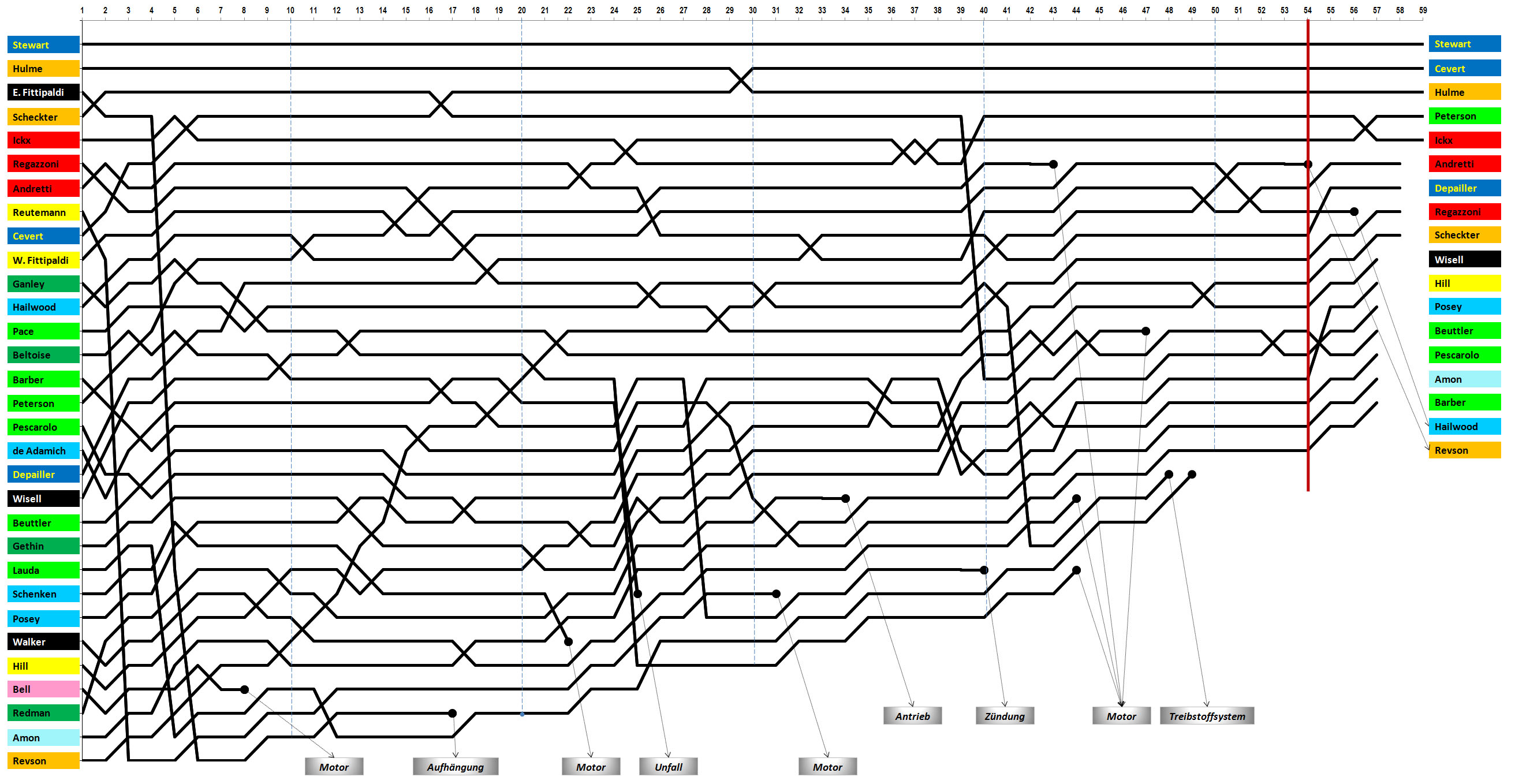
Rennverlauf

Nach Problemen im Warm-Up am Sonntagmorgen entschloss sich Amon, in einem Ersatzwagen vom Ende des Feldes zu starten. Seine siebte Startposition blieb daraufhin leer.
Stewart übernahm die Führung vor Hulme. Dahinter kollidierte Regazzoni mit Reutemann und Revson. Dies ermöglichte Emerson Fittipaldi, den dritten Rang einzunehmen. Es folgten Scheckter, der gut gestartete Jacky Ickx und schließlich Regazzoni, der das Rennen trotz der Kollision zunächst ohne Schwierigkeiten fortsetzen konnte, während seine beiden Kontrahenten jeweils zu Reparaturstopps an die Box mussten.
Fittipaldi musste in der fünften Runde wegen eines Reifenschadens zum Wechseln an die Box. Dadurch übernahm Scheckter den dritten Rang. Cevert überholte unterdessen die beiden Ferrari und wenig später auch Scheckter. Etwa zur Hälfte des Rennens gelang es ihm, auch Hulme zu überholen und somit einen Tyrrell-Doppelsieg zu ermöglichen.
Als es gegen Ende des Rennens leicht zu regnen begann, machte Scheckter auf der rutschigen Strecke einen Fehler und verlor dadurch seinen vierten Platz an den von Rang 26 gestarteten Ronnie Peterson und wurde letzten Endes Neunter.
Der Doppelsieg beim höchstdotierten Rennen des Jahres brachte dem Team Tyrrell eine beachtliche Gewinnsumme ein. Stewart schaffte zudem einen Grand Slam, indem er die Pole-Position, die schnellste Rennrunde und den Sieg für sich verbuchen konnte und zudem das Rennen durchgängig angeführt hatte.

## Meldeliste
| Team                            | Nr. | Fahrer               | Chassis       | Motor                    | Reifen |
| ------------------------------- | --- | -------------------- | ------------- | ------------------------ | ------ |
| Elf Team Tyrrell                | 01  | Jackie Stewart       | Tyrrell 005   | Ford Cosworth DFV 3.0 V8 | G      |
| Elf Team Tyrrell                | 02  | François Cevert      | Tyrrell 006   | Ford Cosworth DFV 3.0 V8 | G      |
| Elf Team Tyrrell                | 03  | Patrick Depailler    | Tyrrell 004   | Ford Cosworth DFV 3.0 V8 | G      |
| STP March Racing Team           | 04  | Ronnie Peterson      | March 721G    | Ford Cosworth DFV 3.0 V8 | G      |
| STP March Racing Team           | 05  | Niki Lauda           | March 721G    | Ford Cosworth DFV 3.0 V8 | G      |
| Clarke-Mordaunt-Guthrie Racing  | 06  | Mike Beuttler        | March 721G    | Ford Cosworth DFV 3.0 V8 | G      |
| Scuderia Ferrari SpA SEFAC      | 07  | Jacky Ickx           | Ferrari 312B2 | Ferrari 001/1 3.0 F12    | F      |
| Scuderia Ferrari SpA SEFAC      | 08  | Clay Regazzoni       | Ferrari 312B2 | Ferrari 001/1 3.0 F12    | F      |
| Scuderia Ferrari SpA SEFAC      | 09  | Mario Andretti       | Ferrari 312B2 | Ferrari 001/1 3.0 F12    | F      |
| John Player Team Lotus          | 10  | Emerson Fittipaldi   | Lotus 72D     | Ford Cosworth DFV 3.0 V8 | F      |
| John Player Team Lotus          | 11  | Dave Walker          | Lotus 72D     | Ford Cosworth DFV 3.0 V8 | F      |
| John Player Team Lotus          | 12  | Reine Wisell         | Lotus 72D     | Ford Cosworth DFV 3.0 V8 | F      |
| Marlboro B.R.M.                 | 14  | Peter Gethin         | BRM P160C     | BRM P142 3.0 V12         | F      |
| Marlboro B.R.M.                 | 15  | Brian Redman         | BRM P180      | BRM P142 3.0 V12         | F      |
| Marlboro B.R.M.                 | 16  | Howden Ganley        | BRM P160C     | BRM P142 3.0 V12         | F      |
| Marlboro B.R.M.                 | 17  | Jean-Pierre Beltoise | BRM P180      | BRM P142 3.0 V12         | F      |
| Equipe Matra Sports             | 18  | Chris Amon           | Matra MS120D  | Matra MS72 3.0 V12       | G      |
| Yardley Team McLaren            | 19  | Denis Hulme          | McLaren M19C  | Ford Cosworth DFV 3.0 V8 | G      |
| Yardley Team McLaren            | 20  | Peter Revson         | McLaren M19C  | Ford Cosworth DFV 3.0 V8 | G      |
| Yardley Team McLaren            | 21  | Jody Scheckter       | McLaren M19A  | Ford Cosworth DFV 3.0 V8 | G      |
| Brooke Bond Oxo Team Surtees    | 23  | Mike Hailwood        | Surtees TS9B  | Ford Cosworth DFV 3.0 V8 | F      |
| Brooke Bond Oxo Team Surtees    | 24  | Mike Hailwood        | Surtees TS14  | Ford Cosworth DFV 3.0 V8 | F      |
| Team Surtees                    | 24  | John Surtees         | Surtees TS14  | Ford Cosworth DFV 3.0 V8 | F      |
| Team Surtees                    | 24  | Tim Schenken         | Surtees TS14  | Ford Cosworth DFV 3.0 V8 | F      |
| Ceramica Pagnossin Team Surtees | 25  | Andrea de Adamich    | Surtees TS9B  | Ford Cosworth DFV 3.0 V8 | F      |
| Team Williams Motul             | 26  | Henri Pescarolo      | March 721     | Ford Cosworth DFV 3.0 V8 | G      |
| Team Williams Motul             | 27  | Carlos Pace          | March 711     | Ford Cosworth DFV 3.0 V8 | G      |
| Motor Racing Developments       | 28  | Graham Hill          | Brabham BT37  | Ford Cosworth DFV 3.0 V8 | G      |
| Motor Racing Developments       | 29  | Carlos Reutemann     | Brabham BT37  | Ford Cosworth DFV 3.0 V8 | G      |
| Motor Racing Developments       | 30  | Wilson Fittipaldi    | Brabham BT34  | Ford Cosworth DFV 3.0 V8 | G      |
| Martini Racing Team             | 31  | Derek Bell           | Tecno PA123/3 | Tecno Series-P 3.0 F12   | F      |
| Gene Mason Racing               | 33  | Skip Barber          | March 711     | Ford Cosworth DFV 3.0 V8 | G      |
| Champcarr Inc.                  | 34  | Sam Posey            | Surtees TS9B  | Ford Cosworth DFV 3.0 V8 | G      |

Anmerkungen
1. ↑  Der Surtees TS14 mit der Startnummer 24T stand Hailwood als T-Car zur Verfügung, kam jedoch nicht zum Einsatz.
2. ↑  Surtees und Schenken wechselten sich während des Trainings im Surtees TS14 mit der Startnummer 24 ab.

## Klassifikationen

### Startaufstellung
| Pos. | Fahrer               | Konstrukteur | Zeit     | Ø-Geschwindigkeit | Start |
| ---- | -------------------- | ------------ | -------- | ----------------- | ----- |
| 01   | Jackie Stewart       | Tyrrell-Ford | 1:40,481 | 194,544 km/h      | 01    |
| 02   | Peter Revson         | McLaren-Ford | 1:40,527 | 194,455 km/h      | 02    |
| 03   | Denis Hulme          | McLaren-Ford | 1:41,084 | 193,384 km/h      | 03    |
| 04   | François Cevert      | Tyrrell-Ford | 1:41,445 | 192,696 km/h      | 04    |
| 05   | Carlos Reutemann     | Brabham-Ford | 1:41,692 | 192,228 km/h      | 05    |
| 06   | Clay Regazzoni       | Ferrari      | 1:41,951 | 191,739 km/h      | 06    |
| 07   | Chris Amon           | Matra        | 1:41,979 | 191,687 km/h      | 07    |
| 08   | Jody Scheckter       | McLaren-Ford | 1:42,058 | 191,538 km/h      | 08    |
| 09   | Emerson Fittipaldi   | Lotus-Ford   | 1:42,400 | 190,898 km/h      | 09    |
| 10   | Mario Andretti       | Ferrari      | 1:42,482 | 190,746 km/h      | 10    |
| 11   | Patrick Depailler    | Tyrrell-Ford | 1:42,521 | 190,673 km/h      | 11    |
| 12   | Jacky Ickx           | Ferrari      | 1:42,597 | 190,532 km/h      | 12    |
| 13   | Wilson Fittipaldi    | Brabham-Ford | 1:42,766 | 190,219 km/h      | 13    |
| 14   | Mike Hailwood        | Surtees-Ford | 1:43,204 | 189,411 km/h      | 14    |
| 15   | Carlos Pace          | March-Ford   | 1:43,319 | 189,200 km/h      | 15    |
| 16   | Reine Wisell         | Lotus-Ford   | 1:43,543 | 188,791 km/h      | 16    |
| 17   | Howden Ganley        | B.R.M.       | 1:44,075 | 187,826 km/h      | 17    |
| 18   | Jean-Pierre Beltoise | B.R.M.       | 1:44,240 | 187,529 km/h      | 18    |
| 19   | Andrea de Adamich    | Surtees-Ford | 1:44,279 | 187,459 km/h      | 19    |
| 20   | Skip Barber          | March-Ford   | 1:44,280 | 187,457 km/h      | 20    |
| 21   | Mike Beuttler        | March-Ford   | 1:44,369 | 187,297 km/h      | 21    |
| 22   | Henri Pescarolo      | March-Ford   | 1:44,433 | 187,182 km/h      | 22    |
| 23   | Sam Posey            | Surtees-Ford | 1:44,525 | 187,017 km/h      | 23    |
| 24   | Brian Redman         | B.R.M.       | 1:44,925 | 186,305 km/h      | 24    |
| 25   | John Surtees         | Surtees-Ford | 1:45,232 | 185,761 km/h      | DNS   |
| 26   | Niki Lauda           | March-Ford   | 1:45,290 | 185,659 km/h      | 25    |
| 27   | Ronnie Peterson      | March-Ford   | 1:46,142 | 184,168 km/h      | 26    |
| 28   | Graham Hill          | Brabham-Ford | 1:46,313 | 183,872 km/h      | 27    |
| 29   | Peter Gethin         | B.R.M.       | 1:46,599 | 183,379 km/h      | 28    |
| 30   | Derek Bell           | Tecno        | 1:47,023 | 182,652 km/h      | 29    |
| 31   | Dave Walker          | Lotus-Ford   | 1:50,600 | 176,745 km/h      | 30    |
| 32   | Tim Schenken         | Surtees-Ford | 1:57,674 | 166,120 km/h      | 31    |

### Rennen
| Pos. | Fahrer               | Konstrukteur | Runden | Stopps | Zeit        | Start | Schnellste Runde |
| ---- | -------------------- | ------------ | ------ | ------ | ----------- | ----- | ---------------- |
| 01   | Jackie Stewart       | Tyrrell-Ford | 59     | 0      | 1:41:45,354 | 01    | 1:41,644 (33.)   |
| 02   | François Cevert      | Tyrrell-Ford | 59     | 0      | + 32,268    | 04    |                  |
| 03   | Denis Hulme          | McLaren-Ford | 59     | 0      | + 37,528    | 03    |                  |
| 04   | Ronnie Peterson      | March-Ford   | 59     | 0      | + 1:22,516  | 26    |                  |
| 05   | Jacky Ickx           | Ferrari      | 59     | 0      | + 1:23,119  | 12    |                  |
| 06   | Mario Andretti       | Ferrari      | 58     | 0      | + 1 Runde   | 10    |                  |
| 07   | Patrick Depailler    | Tyrrell-Ford | 58     | 0      | + 1 Runde   | 11    |                  |
| 08   | Clay Regazzoni       | Ferrari      | 58     | 0      | + 1 Runde   | 06    |                  |
| 09   | Jody Scheckter       | McLaren-Ford | 58     | 0      | + 1 Runde   | 08    |                  |
| 10   | Reine Wisell         | Lotus-Ford   | 57     | 0      | + 2 Runden  | 16    |                  |
| 11   | Graham Hill          | Brabham-Ford | 57     | 0      | + 2 Runden  | 27    |                  |
| 12   | Sam Posey            | Surtees-Ford | 57     | 0      | + 2 Runden  | 23    |                  |
| 13   | Mike Beuttler        | March-Ford   | 57     | 0      | + 2 Runden  | 21    |                  |
| 14   | Henri Pescarolo      | March-Ford   | 57     | 0      | + 2 Runden  | 22    |                  |
| 15   | Chris Amon           | Matra        | 57     | 0      | + 2 Runden  | 07    |                  |
| 16   | Skip Barber          | March-Ford   | 57     | 0      | + 2 Runden  | 20    |                  |
| 17   | Mike Hailwood        | Surtees-Ford | 56     | 0      | DNF         | 14    |                  |
| 18   | Peter Revson         | McLaren-Ford | 54     | 1      | DNF         | 02    |                  |
| –    | Niki Lauda           | March-Ford   | 49     | 0      | NC          | 25    |                  |
| –    | Carlos Pace          | March-Ford   | 48     | 0      | DNF         | 15    |                  |
| –    | Peter Gethin         | B.R.M.       | 47     | 0      | DNF         | 28    |                  |
| –    | Howden Ganley        | B.R.M.       | 44     | 0      | DNF         | 17    |                  |
| –    | Dave Walker          | Lotus-Ford   | 44     | 0      | DNF         | 30    |                  |
| –    | Wilson Fittipaldi    | Brabham-Ford | 43     | 0      | DNF         | 13    |                  |
| –    | Jean-Pierre Beltoise | B.R.M.       | 40     | 0      | DNF         | 18    |                  |
| –    | Brian Redman         | McLaren-Ford | 34     | 0      | DNF         | 24    |                  |
| –    | Carlos Reutemann     | Brabham-Ford | 31     | 1      | DNF         | 05    |                  |
| –    | Andrea de Adamich    | Surtees-Ford | 25     | 0      | DNF         | 19    |                  |
| –    | Tim Schenken         | Surtees-Ford | 22     | 0      | DNF         | 31    |                  |
| –    | Emerson Fittipaldi   | Lotus-Ford   | 17     | 0      | DNF         | 09    |                  |
| –    | Derek Bell           | Tecno        | 8      | 0      | DNF         | 29    |                  |

## WM-Stände nach dem Rennen
Die ersten sechs des Rennens bekamen 9, 6, 4, 3, 2 bzw. 1 Punkt(e). In der Konstrukteurswertung zählten dabei nur die Punkte des bestplatzierten Fahrers eines Teams. Nur die besten 5 Ergebnisse aus den ersten 6 Rennen und die besten 5 Ergebnisse aus den letzten 6 Rennen zählten für die Meisterschaft.

### Fahrerwertung
| Pos. | Fahrer               | Konstrukteur          | Punkte |
| ---- | -------------------- | --------------------- | ------ |
| 01   | Emerson Fittipaldi   | Lotus-Ford            | 61     |
| 02   | Jackie Stewart       | Tyrrell-Ford          | 45     |
| 03   | Denis Hulme          | McLaren-Ford          | 39     |
| 04   | Jacky Ickx           | Ferrari               | 27     |
| 05   | Peter Revson         | McLaren-Ford          | 23     |
| 06   | François Cevert      | Tyrrell-Ford          | 15     |
| 07   | Clay Regazzoni       | Ferrari               | 15     |
| 08   | Mike Hailwood        | Surtees-Ford          | 13     |
| 09   | Ronnie Peterson      | March-Ford            | 12     |
| 10   | Chris Amon           | Matra                 | 12     |
| 11   | Jean-Pierre Beltoise | B.R.M.                | 9      |
| 12   | Mario Andretti       | Ferrari               | 4      |
| 13   | Howden Ganley        | B.R.M.                | 4      |
| 14   | Brian Redman         | B.R.M. / McLaren-Ford | 4      |
| 15   | Graham Hill          | Brabham-Ford          | 4      |
| 16   | Carlos Reutemann     | Brabham-Ford          | 3      |
| 17   | Andrea de Adamich    | Surtees-Ford          | 3      |
| 18   | Carlos Pace          | March-Ford            | 3      |
| 19   | Tim Schenken         | Surtees-Ford          | 2      |
| 20   | Arturo Merzario      | Ferrari               | 1      |
| 21   | Peter Gethin         | B.R.M.                | 1      |

| Pos. | Fahrer            | Konstrukteur        | Punkte |
| ---- | ----------------- | ------------------- | ------ |
| 22   | Wilson Fittipaldi | Brabham-Ford        | 0      |
| 23   | Niki Lauda        | March-Ford          | 0      |
| 24   | Patrick Depailler | Tyrrell-Ford        | 0      |
| 25   | Helmut Marko      | B.R.M.              | 0      |
| 26   | Mike Beuttler     | March-Ford          | 0      |
| 27   | Henri Pescarolo   | March-Ford          | 0      |
| 28   | Jody Scheckter    | McLaren-Ford        | 0      |
| 29   | Dave Walker       | Lotus-Ford          | 0      |
| 30   | Rolf Stommelen    | Eiffelland-Ford     | 0      |
| 31   | Reine Wisell      | Lotus-Ford / B.R.M. | 0      |
| 32   | Sam Posey         | Surtees-Ford        | 0      |
| 33   | Nanni Galli       | Ferrari / Tecno     | 0      |
| 34   | John Love         | Surtees-Ford        | 0      |
| 35   | Skip Barber       | March-Ford          | 0      |
| –    | Àlex Soler-Roig   | B.R.M.              | 0      |
| –    | Dave Charlton     | Lotus-Ford          | 0      |
| –    | Derek Bell        | Tecno               | 0      |
| –    | François Migault  | Connew-Ford         | 0      |
| –    | John Surtees      | Surtees-Ford        | 0      |
| –    | Bill Brack        | B.R.M.              | 0      |

### Konstrukteurswertung
| Pos. | Konstrukteur | Punkte  |
| ---- | ------------ | ------- |
| 01   | Lotus-Ford   | 61      |
| 02   | Tyrrell-Ford | 51      |
| 03   | McLaren-Ford | 47 (49) |
| 04   | Ferrari      | 32      |
| 05   | Surtees-Ford | 18      |
| 06   | March-Ford   | 15      |

| Pos. | Konstrukteur   | Punkte |
| ---- | -------------- | ------ |
| 07   | B.R.M.         | 14     |
| 08   | Matra          | 12     |
| 09   | Brabham-Ford   | 7      |
| 10   | Eifelland-Ford | 0      |
| –    | Tecno          | 0      |
| –    | Connew-Ford    | 0      |